# Ліга чемпіонів УЄФА 2011—2012
Ліга чемпіонів УЄФА 2011–2012 — 57-ий турнір між найкращими клубами європейських країн і ювілейний 20-ий в теперішньому форматі. Фінал відбувся 19 травня 2012 року на стадіоні «Альянц Арена» в Мюнхені, Німеччина.

## Учасники
У Лізі чемпіонів 2011–2012 візьмуть участь 76 команд із 52 асоціацій УЄФА (окрім Ліхтенштейну, який не має внутрішнього чемпіонату). Країни отримують право представити певну кількість команд відповідно до їхнього положення в Таблиці коефіцієнтів УЄФА.
Нижче подано схему кваліфікації команд від асоціацій до Ліги чемпіонів 2011—12:
- Асоціації 1—3 (Англія, Іспанія і Італія) отримали по 4 команди
- Асоціації 4—6 (Німеччина, Франція і Росія) отримали по 3 команди
- Асоціації 7—15 (Україна, Румунія, Португалія, Нідерланди, Туреччина, Швейцарія, Бельгія і Данія) отримали по 2 команди
- Асоціації 16—53 (окрім Ліхтенштейну) отримали по 1 команді

Передбачено додаткове місце для переможця Ліги чемпіонів УЄФА 2010–2011, якщо він не зможе кваліфікуватися через домашній чемпіонат. Але оскільки переможець попереднього розіграшу Барселона вже кваліфікувалася у розіграш через домашній чемпіонат, ця квота застосована не буде.

### Розподіл
Перший кваліфікаційний раунд (4 команди)
- 4 чемпіони з асоціацій 50—53

Другий кваліфікаційний раунд (34 команди)
- 2 переможці першого кваліфікаційного раунду
- 32 чемпіони з асоціацій 17—49 (окрім Ліхтенштейну)

Третій кваліфікаційний раунд для чемпіонів (20 команд)
- 17 переможців другого кваліфікаційного раунду
- 3 чемпіони з асоціацій 14—16

Третій кваліфікаційний раунд для нечемпіонів (10 команд)
- 9 команд, що посіли другі місця, з асоціацій 7—15
- 1 команда, що посіла третє місце, з асоціації 6

Раунд стикових матчів для чемпіонів (10 команд)
- 10 переможців третього кваліфікаційного раунду для чемпіонів

Раунд стикових матчів для нечемпіонів (10 команд)
- 5 переможців третього кваліфікаційного раунду для нечемпіонів
- 2 команди, що посіли треті місця, з асоціацій 4 та 5
- 3 команди, що посіли четверті місця, з асоціацій 1—3

Груповий етап (32 команди)
- 5 переможців третього кваліфікаційного раунду для чемпіонів
- 5 переможців третього кваліфікаційного раунду для нечемпіонів
- 13 чемпіонів з асоціацій 1—13
- 6 команд, що посіли другі місця, з асоціацій 1—6
- 3 команди, що посіли треті місця, з асоціації 1—3

### Команди
| Груповий турнір              | Груповий турнір     | Груповий турнір   | Груповий турнір   |
| ---------------------------- | ------------------- | ----------------- | ----------------- |
| БарселонаЧ                   | Мілан               | Марсель           | Порту             |
| Манчестер Юнайтед            | Інтернаціонале      | Зеніт             | Аякс              |
| Челсі                        | Наполі              | ЦСКА (Москва)     | Трабзонспор прим. |
| Манчестер Сіті               | Боруссія (Дортмунд) | Шахтар            | Олімпіакос        |
| Реал Мадрид                  | Баєр                | Оцелул            | Базель            |
| Валенсія                     | Лілль               |                   |                   |
| Стиковий раунд               |                     |                   |                   |
| Чемпіони                     | Нечемпіони          | Нечемпіони        | Нечемпіони        |
|                              | Арсенал             | Удінезе           | Ліон              |
| Вільярреал                   | Баварія             |                   |                   |
| Третій кваліфікаційний раунд |                     |                   |                   |
| Чемпіони                     | Нечемпіони          | Нечемпіони        | Нечемпіони        |
| Ґенк                         | Рубін               | Твенте            | Цюрих             |
| Копенгаген                   | Динамо (Київ)       | Трабзонспор прим. | Стандард          |
| Рейнджерс                    | Васлуй прим.        | Панатінаїкос      | Оденсе            |
|                              | Бенфіка             |                   |                   |
| Другий кваліфікаційний раунд |                     |                   |                   |
| Літекс                       | Партизан            | Сконто            | Тобол             |
| Вікторія                     | Вісла               | Дачія             | Флора             |
| Штурм                        | Динамо (Загреб)     | Марибор           | Скендербеу        |
| Маккабі (Хайфа)              | БАТЕ                | Відеотон          | Пюнік             |
| АПОЕЛ                        | Шемрок Роверс       | Зестафоні         | Бангор Сіті       |
| Русенборг                    | ГІК                 | Нефтчі (Баку)     | Могрен            |
| Слован                       | Борац               | Брейдаблік        | ГБ Торсгавн       |
| Мальме                       | Екранас             | Шкендія           | Лінфілд           |
| Перший кваліфікаційний раунд |                     |                   |                   |
| Ф91 Дюделанж                 | Санта-Колома        | Валетта           | Тре Фйорі         |

- Ч Чемпіон 2010–2011
- Румунія: Оскільки «Тімішоарі», срібному призеру Чемпіонату 2010-11 було відмовлено у домашній ліцензії на сезон 2011—12, «Васлуй», бронзовий призер розіграшу, зайняв її місце у третьому кваліфікаційному раунді Ліги Чемпіонів в групі нечемпіонів.[2]
- Туреччина: «Фенербахче» був відсторонений від участі у Лізі Чемпіонів 2011-12 рішенням Турецької федерації футболу від 24 серпня 2011 року через розслідування у справі договірних матчів. Місце у груповому етапі отримав срібний призер «Трабзонспор».[3]

## Жеребкування
Жеребкування проходитиме у штаб-квартирі УЄФА у Ньйоні, Швейцарія, якщо не вказане інше.
| Фаза            | Раунд                           | Дата жеребкуваня        | Перший матч                                                | Другий матч                                                |
| --------------- | ------------------------------- | ----------------------- | ---------------------------------------------------------- | ---------------------------------------------------------- |
| Кваліфікація    | Перший кваліфікаційний раунд    | 20 червня 2011          | 28-29 червня 2011                                          | 5-6 липня 2011                                             |
| Кваліфікація    | Другий кваліфікаційний раунд    | 20 червня 2011          | 12-13 липня 2011                                           | 19-20 липня 2011                                           |
| Кваліфікація    | Третій кваліфікаційний раунд    | 15 липня 2011           | 26-27 липня 2011                                           | 2-3 серпня 2011                                            |
| Стиковий раунд  | Четвертий кваліфікаційний раунд | 5 серпня 2011           | 16-17 серпня 2011                                          | 23-24 серпня 2011                                          |
| Груповий турнір | 1-й тур                         | 25 серпня 2011 (Монако) | 13-14 вересня 2011                                         | 13-14 вересня 2011                                         |
| Груповий турнір | 2-й тур                         | 25 серпня 2011 (Монако) | 27-28 вересня 2011                                         | 27-28 вересня 2011                                         |
| Груповий турнір | 3-й тур                         | 25 серпня 2011 (Монако) | 18-19 жовтня 2011                                          | 18-19 жовтня 2011                                          |
| Груповий турнір | 4-й тур                         | 25 серпня 2011 (Монако) | 1-2 листопада 2011                                         | 1-2 листопада 2011                                         |
| Груповий турнір | 5-й тур                         | 25 серпня 2011 (Монако) | 22-23 листопада 2011                                       | 22-23 листопада 2011                                       |
| Груповий турнір | 6-й тур                         | 25 серпня 2011 (Монако) | 6-7 грудня 2011                                            | 6-7 грудня 2011                                            |
| Плей-оф         | 1/8 фіналу                      | 16 грудня 2011          | 14-15 та 21-22 лютого 2012                                 | 6-7 та 13-14 березня 2012                                  |
| Плей-оф         | Чвертьфінал                     | 16 березня 2012         | 27-28 березня 2012                                         | 3-4 квітня 2011                                            |
| Плей-оф         | Півфінал                        | 16 березня 2012         | 17-18 квітня 2012                                          | 24-25 квітня 2012                                          |
| Плей-оф         | Фінал                           | 16 березня 2012         | 19 травня 2012 на стадіоні "Футбольна арена Мюнхен, Мюнхен | 19 травня 2012 на стадіоні "Футбольна арена Мюнхен, Мюнхен |

## Кваліфікація
У кваліфікаційних та стиковому раунді команди будуть розподілені на сіяні та несіяні на базі їхнього місця у таблиці коефіцієнтів УЄФА для клубів. Раунд гратиметься за двоматчевою системою (матч вдома та матч на виїзді).

### Перший кваліфікаційний раунд
Жеребкування для першого та другого кваліфікаційних раундів пройшло 20 червня 2011 року. Перші матчі зіграні 28 червня, другі — 5 і 6 липня 2011 року.
| Команда 1    | Заг. | Команда 2    | 1-й матч | 2-й матч |
| ------------ | ---- | ------------ | -------- | -------- |
| Тре Фйорі    | 1:5  | Валетта      | 0:3      | 1:2      |
| Санта-Колома | 0:4  | Ф91 Дюделанж | 0:2      | 0:2      |

### Другий кваліфікаційний раунд
Перші матчі були зіграні 12 і 13 липня, другі — 19 і 20 липня 2011.
| Команда 1     | Заг.  | Команда 2    | 1-й матч | 2-й матч |
| ------------- | ----- | ------------ | -------- | -------- |
| Маккабі Х     | 7:4   | Борац        | 5:1      | 2:3      |
| Могрен        | 1:5   | Літекс       | 1:2      | 0:3      |
| Марібор       | 5:1   | Ф91 Дюделанж | 2:0      | 3:1      |
| Скендербеу    | 0:6   | АПОЕЛ        | 0:2      | 0:4      |
| Слован        | 3:1   | Тобол        | 2:0      | 1:1      |
| Штурм         | 4:3   | Відеотон     | 2:0      | 2:3      |
| Зестафоні     | 3:2   | Дачія        | 3:0      | 0:2      |
| Динамо З      | 3:0   | Нефтчі       | 3:0      | 0:0      |
| Пюнік         | 1:9   | Вікторія     | 0:4      | 1:5      |
| Партизан      | 5:0   | Шкендія      | 4:0      | 1:0      |
| Валетта       | 2:4   | Екранас      | 2:3      | 0:1      |
| Мальме        | 3:1   | Торсгавн     | 2:0      | 1:1      |
| Шемрок Роверс | 1:0   | Флора        | 1:0      | 0:0      |
| Русенборг     | 5:2   | Брейдаблік   | 5:0      | 0:2      |
| Бангор Сіті   | 0:131 | ГІК          | 0:3      | 0:10     |
| Сконто        | 0:3   | Вісла        | 0:1      | 0:2      |
| Лінфілд       | 1:3   | БАТЕ         | 1:1      | 0:2      |

### Третій кваліфікаційний раунд
| Команда 1     | Заг.     | Команда 2     | 1-й матч | 2-й матч |          |
| Чемпіони      | Чемпіони | Чемпіони      | Чемпіони | Чемпіони | Чемпіони |
| ------------- | -------- | ------------- | -------- | -------- | -------- |
| Літекс        | 2:5      | Вісла Краків  | 1:2      | 1:3      |          |
| Маккабі Хайфа | 3:2      | Марибор       | 2:1      | 1:1      |          |
| ГІК           | 1:3      | Динамо Загреб | 1:2      | 0:1      |          |
| АПОЕЛ         | 2:0      | Слован        | 0:0      | 2:0      |          |
| Копенгаген    | 3:0      | Шемрок Роверс | 1:0      | 2:0      |          |
| Генк          | 3:2      | Партизан      | 2:1      | 1:1      |          |
| Русенборг     | 2:4      | Вікторія      | 0:1      | 2:3      |          |
| Зестафоні     | 1:2      | Штурм Ґрац    | 1:1      | 0:1      |          |
| Екранас       | 1:3      | БАТЕ          | 0:0      | 1:3      |          |
| Рейнджерс     | 1:2      | Мальме        | 0:1      | 1:1      |          |
| Нечемпіони    |          |               |          |          |          |
| Стандард      | 1:2      | Цюрих         | 1:1      | 0:1      |          |
| Твенте        | 2:0      | Васлуй        | 2:0      | 0:0      |          |
| Бенфіка       | 3:1      | Трабзонспор   | 2:0      | 1:1      |          |
| Динамо Київ   | 1:4      | Рубін         | 0:2      | 1:2      |          |
| Оденсе        | 5:4      | Панатінаїкос  | 1:1      | 4:3      |          |

### Раунд стикових матчів
| Команда 1     | Заг.           | Команда 2  | 1-й матч | 2-й матч |          |
| Чемпіони      | Чемпіони       | Чемпіони   | Чемпіони | Чемпіони | Чемпіони |
| ------------- | -------------- | ---------- | -------- | -------- | -------- |
| Копенгаген    | 2:5            | Вікторія   | 1:3      | 1:2      |          |
| БАТЕ          | 3:1            | Штурм Ґрац | 1:1      | 2:0      |          |
| Вісла Краків  | 2:3            | АПОЕЛ      | 1:0      | 1:3      |          |
| Маккабі Хайфа | 3:3 (1:4 пен.) | Генк       | 2:1      | 1:2      |          |
| Динамо Загреб | 4:3            | Мальме     | 4:1      | 0:2      |          |
| Нечемпіони    |                |            |          |          |          |
| Баварія       | 3:0            | Цюрих      | 2:0      | 1:0      |          |
| Твенте        | 3:5            | Бенфіка    | 2:2      | 1:3      |          |
| Арсенал       | 3:1            | Удінезе    | 1:0      | 2:1      |          |
| Ліон          | 4:2            | Рубін      | 3:1      | 1:1      |          |
| Оденсе        | 1:3            | Вільярреал | 1:0      | 0:3      |          |

## Груповий етап

### Група A
| 1 | Баварія        | -   | 3:2 | 2:0 | 3:1 | 6 | 4 | 1 | 1 | 11 − 6 | 13 |
| 2 | Наполі         | 1:1 | -   | 2:1 | 2:0 | 6 | 3 | 2 | 1 | 10 − 6 | 11 |
| 3 | Манчестер Сіті | 2:0 | 1:1 | -   | 2:1 | 6 | 3 | 1 | 2 | 9 − 6  | 10 |
| 4 | Вільярреал     | 0:2 | 0:2 | 0:3 | -   | 6 | 0 | 0 | 6 | 2 − 14 | 0  |

### Група B
| 1 | Інтернаціонале | -   | 1:2 | 0:1 | 2:1 | 6 | 3 | 1 | 2 | 8 − 7 | 10 |
| 2 | ЦСКА (Москва)  | 2:3 | -   | 3:0 | 0:2 | 6 | 2 | 2 | 2 | 9 − 8 | 8  |
| 3 | Трабзонспор    | 1:1 | 0:0 | -   | 1:1 | 6 | 1 | 4 | 1 | 3 − 5 | 7  |
| 4 | Лілль          | 0:1 | 2:2 | 0:0 | -   | 6 | 1 | 3 | 2 | 6 − 6 | 6  |

### Група C
| 1 | Бенфіка           | -   | 1:1 | 1:1 | 1:0 | 6 | 3 | 3 | 0 | 8 − 4   | 12 |
| 2 | Базель            | 0:2 | -   | 2:1 | 2:1 | 6 | 3 | 2 | 1 | 11 − 10 | 11 |
| 3 | Манчестер Юнайтед | 2:2 | 3:3 | -   | 2:0 | 6 | 2 | 3 | 1 | 11 − 8  | 9  |
| 4 | Оцелул            | 0:1 | 2:3 | 0:2 | -   | 6 | 0 | 0 | 6 | 3 − 11  | 0  |

### Група D
| 1 | Реал Мадрид | -   | 4:0 | 3:0 | 6:2 | 6 | 6 | 0 | 0 | 19 − 2 | 18 |
| 2 | Ліон        | 0:2 | -   | 0:0 | 2:0 | 6 | 2 | 2 | 2 | 9 − 7  | 8  |
| 3 | Аякс        | 0:3 | 0:0 | -   | 4:0 | 6 | 2 | 2 | 2 | 6 − 6  | 8  |
| 4 | Динамо З    | 0:1 | 1:7 | 0:2 | -   | 6 | 0 | 0 | 6 | 3 − 22 | 0  |

### Група E
| 1 | Челсі    | -   | 2:0 | 3:0 | 5:0 | 6 | 3 | 2 | 1 | 13 − 4 | 11 |
| 2 | Баєр     | 2:1 | -   | 2:1 | 2:0 | 6 | 3 | 1 | 2 | 8 − 8  | 10 |
| 3 | Валенсія | 1:1 | 3:1 | -   | 7:0 | 6 | 2 | 2 | 2 | 12 − 7 | 8  |
| 4 | Генк     | 1:1 | 1:1 | 0:0 | -   | 6 | 0 | 3 | 3 | 2 − 16 | 3  |

### Група F
| 1 | Арсенал    | -   | 0:0 | 2:1 | 2:1 | 6 | 3 | 2 | 1 | 7 − 6  | 11 |
| 2 | Марсель    | 0:1 | -   | 0:1 | 3:0 | 6 | 3 | 1 | 2 | 7 − 4  | 10 |
| 3 | Олімпіакос | 3:1 | 0:1 | -   | 3:1 | 6 | 3 | 0 | 3 | 8 − 6  | 9  |
| 4 | Боруссія   | 1:1 | 2:3 | 1:0 | -   | 6 | 1 | 1 | 4 | 6 − 12 | 4  |

### Група G
| 1 | АПОЕЛ  | -   | 2:1 | 2:1 | 0:2 | 6 | 2 | 3 | 1 | 6 − 6 | 9 |
| 2 | Зеніт  | 0:0 | -   | 3:1 | 1:0 | 6 | 2 | 3 | 1 | 7 − 5 | 9 |
| 3 | Порту  | 1:1 | 0:0 | -   | 2:1 | 6 | 2 | 2 | 2 | 7 − 7 | 8 |
| 4 | Шахтар | 1:1 | 2:2 | 0:2 | -   | 6 | 1 | 2 | 3 | 6 − 8 | 5 |

### Група H
| 1 | Барселона | -   | 2:2 | 2:0 | 4:0 | 6 | 5 | 1 | 0 | 20 − 4 | 16 |
| 2 | Мілан     | 2:3 | -   | 2:0 | 2:0 | 6 | 2 | 3 | 1 | 11 − 8 | 9  |
| 3 | Вікторія  | 0:4 | 2:2 | -   | 1:1 | 6 | 1 | 2 | 3 | 4 − 11 | 5  |
| 4 | БАТЕ      | 0:5 | 1:1 | 0:1 | -   | 6 | 0 | 2 | 4 | 2 − 14 | 2  |

Прим:  Фенербахче було відсторонено від участі в Лізі Чемпіонів 2011-12 за рішенням Турецької федерації футболу від 24 серпня 2011 року через розслідування у справі договірних матчів. Місце у груповому етапі отримав срібний призер Трабзонспор.

## Плей-офф

### 1/8 фіналу
Жеребкування відбулось 16 грудня в Ньйоні. Перші матчі були зіграні 14, 15, 21 і 22 лютого, матчі-відповіді — 6, 7, 13, 14 березня 2012 року.
| Команда 1 | Заг.           | Команда 2      | 1-й матч | 2-й матч |
| --------- | -------------- | -------------- | -------- | -------- |
| Ліон      | 1:1 (3:4 пен.) | АПОЕЛ          | 1:0      | 0:1      |
| Наполі    | 4:5 (д.ч.)     | Челсі          | 3:1      | 1:4      |
| Мілан     | 4:3            | Арсенал        | 4:0      | 0:3      |
| Базель    | 1:7            | Баварія        | 1:0      | 0:7      |
| Баєр      | 2:10           | Барселона      | 1:3      | 1:7      |
| ЦСКА      | 2:5            | Реал Мадрид    | 1:1      | 1:4      |
| Зеніт     | 3:4            | Бенфіка        | 3:2      | 0:2      |
| Марсель   | 2:2 (гв)       | Інтернаціонале | 1:0      | 1:2      |

### 1/4 фіналу
Жеребкування відбулось 16 березня в Ньйоні. Перші матчі були зіграні 27 і 28 березня, матчі-відповіді — 3 і 4 квітня 2012 року.
| Команда 1 | Заг. | Команда 2   | 1-й матч | 2-й матч |
| --------- | ---- | ----------- | -------- | -------- |
| АПОЕЛ     | 2:8  | Реал Мадрид | 0:3      | 2:5      |
| Марсель   | 0:4  | Баварія     | 0:2      | 0:2      |
| Бенфіка   | 1:3  | Челсі       | 0:1      | 1:2      |
| Мілан     | 1:3  | Барселона   | 0:0      | 1:3      |

### Півфінали
Перші півфінальні матчі відбудуться 17 і 18 квітня, матчі-відповіді — 24 і 25 квітня.
| Команда 1 | Заг.           | Команда 2   | 1-й матч | 2-й матч |
| --------- | -------------- | ----------- | -------- | -------- |
| Баварія   | 3:3 (пен. 3-1) | Реал Мадрид | 2:1      | 1:2      |
| Челсі     | 3:2            | Барселона   | 1:0      | 2:2      |

### Фінал
Фінал відбувся 19 травня на «Альянц Арені» в Мюнхені.
| 19 травня y 2012 20:45 |

| Баварія    | 1 — 1 | Челсі      |
| ---------- | ----- | ---------- |
| Мюллер 83' |       | Дрогба 88' |

| Альянц Арена, Мюнхен Арбітр: Педру Проенса (Португалія) |

|                                          |       | Пенальті                              |  |
| Лам · Гомес · Ноєр · Олич · Швайнштайгер | 3 — 4 | Мата · Луїз · Лемпард · Коул · Дрогба |  |